# Marszałkowo (Wójtówka)
Marszałkowo – część wsi Wójtówka w Polsce położona w województwie kujawsko-pomorskim, w powiecie aleksandrowskim, w gminie Bądkowo.
W latach 1975–1998 Marszałkowo należało administracyjnie do województwa włocławskiego.